# 마이크 포즈너

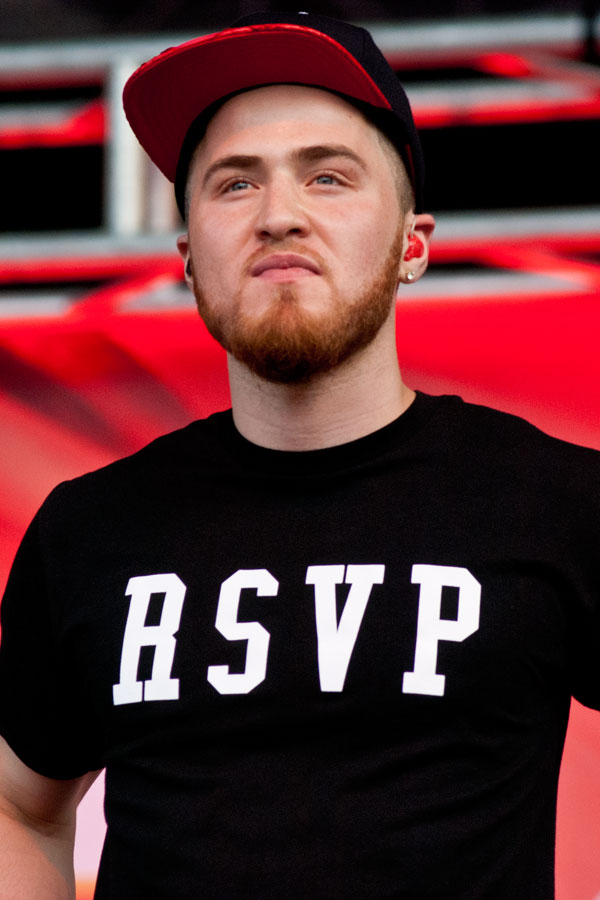

마이크 포즈너(Mike Posner, 1988년 2월 12일 ~ )는 미국의 싱어송라이터이다.